# Supercoupe de Belgique de football 1998
La Supercoupe de Belgique 1998 est un match de football qui a été joué le 8 août 1998, entre le vainqueur du championnat de division 1 belge 1997-1998, le FC Bruges et le vainqueur de la coupe de Belgique 1997-1998, le KRC Genk. Le FC Bruges remporte le match 2-1, et le trophée pour la neuvième fois.

## Feuille de match
| Titulaires : |  |
| |  |
| GK Dany Verlinden · RB Eric Deflandre · CB Aleksandar Ilić · CB Tjörven De Brul 19e 71e · LB Vital Borkelmans · RM Eric Addo · CM Franky Van der Elst 46e · LM Gunther Verjans 84e · RW Darko Anić 63e · CF Elos Elonga-Ekakia · LW Sven Vermant · |  |
| Remplaçants : |  |
| LM Ebrima Ebou Sillah 84e · CF Koen Schockaert 63e 71e · RB Olivier De Cock 46e · CB Hervé Nzelo-Lembi 71e · |  |
| Entraîneur : |  |
| Eric Gerets |  |

| Titulaires : |  |
| |  |
| GK István Brockhauser · RB Marc Hendrickx · CB Marc Vangronsveld · CB Domenico Olivieri 71e · CB Daniel Kimoni · LB Rogerio 62e · RM Wilfried Delbroek 90+2e · CM Besnik Hasi 46e · LM Thordur Gudjonsson 87e · RF Ferenc Horváth 58e · LF Souleymane Oularé 78e · |  |
| Remplaçants : |  |
| CB Salif Keita 71e · CM Arnar Viðarsson 62e · CM Ngoy Nsumbu 46e · LF Edmilson 58e · |  |
| Entraîneur : |  |
| Aimé Antheunis |  |

| Titulaires : |  |
| |  |
| GK Dany Verlinden · RB Eric Deflandre · CB Aleksandar Ilić · CB Tjörven De Brul 19e 71e · LB Vital Borkelmans · RM Eric Addo · CM Franky Van der Elst 46e · LM Gunther Verjans 84e · RW Darko Anić 63e · CF Elos Elonga-Ekakia · LW Sven Vermant · |  |
| Remplaçants : |  |
| LM Ebrima Ebou Sillah 84e · CF Koen Schockaert 63e 71e · RB Olivier De Cock 46e · CB Hervé Nzelo-Lembi 71e · |  |
| Entraîneur : |  |
| Eric Gerets |  |

| Titulaires : |  |
| |  |
| GK István Brockhauser · RB Marc Hendrickx · CB Marc Vangronsveld · CB Domenico Olivieri 71e · CB Daniel Kimoni · LB Rogerio 62e · RM Wilfried Delbroek 90+2e · CM Besnik Hasi 46e · LM Thordur Gudjonsson 87e · RF Ferenc Horváth 58e · LF Souleymane Oularé 78e · |  |
| Remplaçants : |  |
| CB Salif Keita 71e · CM Arnar Viðarsson 62e · CM Ngoy Nsumbu 46e · LF Edmilson 58e · |  |
| Entraîneur : |  |
| Aimé Antheunis |  |